# Villefort (Aude)
Villefort é uma comuna francesa na região administrativa de Occitânia, no departamento de Aude. Estende-se por uma área de 12,67 km². Em 2010 a comuna tinha 88 habitantes (densidade: 6,9 hab./km²).